# كلود لويس ماتيو
كلود لويس ماتيو (بالفرنسية: Claude-Louis Mathieu)‏ (و. 1783 – 1875 م) هو عالم فلك، وسياسي، ورياضياتي من فرنسا . ولد في ماكون . وكان عضواً في الأكاديمية الفرنسية للعلوم (منذ 1817) .
توفي في باريس، عن عمر يناهز 92 عاماً.

## مناصب
تولى منصب عضو الجمعية الوطنية الفرنسية .

## التعليم
تعلم في المدرسة المتعددة التكنولوجية بفرنسا (منذ 1803)